# Marilyn Burns
Pour les articles homonymes, voir Marilyn Burns (enseignante) et Burns.
Mary Lynn Ann Burns, dite Marilyn Burns, est une actrice américaine née le  7 mai 1949 à Érié, en Pennsylvanie, aux (États-Unis), et morte le 5 août 2014 à Houston, au Texas, aux  (États-Unis),.

## Carrière
Marilyn Burns, Mary Lynn Ann Burns de son nom complet, est surtout connue pour son rôle de Sally Hardesty dans Massacre à la tronçonneuse de Tobe Hooper et celui de Faye dans Le Crocodile de la mort. Elle est l'une des plus célèbres et l'une des premières « Scream Queens ». En effet, dans Massacre à la tronçonneuse, elle crie pendant toute la dernière demi-heure du film, tandis qu'elle est retenue en otage par la famille de cannibales puis poursuivie par Leatherface.
Après 1974, elle alterne sa carrière entre cinéma, télévision et théâtre.
Elle ne joue pas dans Massacre à la tronçonneuse 2 ni Massacre à la tronçonneuse 3, mais fait des apparitions dans Massacre à la tronçonneuse : La Nouvelle Génération (1994) et Texas Chainsaw 3D (2013), ce qui fait d'elle la seule actrice à avoir participé à trois films de la franchise.
Elle est décédée d'une crise cardiaque.

## Filmographie

### Cinéma
- 1974 : Massacre à la tronçonneuse,  de Tobe Hooper : Sally Hardesty
- 1976 : Le Crocodile de la mort (Eaten Alive), de Tobe Hooper : Faye
- 1981 : Kiss Daddy Goodbye : Nora Dennis
- 1984 : Escape from El Diablo : Carmen
- 1984 : Terror in the Aisles
- 1985 : Future-Kill : Dorothy Grim
- 1991 : The Pianist : Daphne
- 1992 : Charlie's Ear : Debra Rogers
- 1993 : Stone Soup : Madeline
- 1994 : Massacre à la tronçonneuse : La Nouvelle Génération,  de Kim Henkel : Sally Hardesty (caméo)
- 1995 : Lover's Knot : Meg
- 1996 : Father Frost : Mrs. Sterling
- 1999 : Do You Wanna Dance? : Karen Hoffman
- 2000 : Coping : Diane
- 2002 : Woman on Fire : Marilyn
- 2002 : Town Diary : Susan
- 2003 : Descendant : Dr. White
- 2004 : Raspberry & Lavender : Mrs. Pointer
- 2005 : River's End : Sandra Rogers
- 2005 : Murder on the Yellow Brick Road : Adrienne
- 2005 : Pissed : Katherine Thompson
- 2006 : No Place Like Home : Claire
- 2008 : The Wrong Mr. Johnson : Mrs. Wallace
- 2008 : West of Brooklyn : Miranda Pascuzzi
- 2012 : Butcher Boys : Ruth
- 2013 : Texas Chainsaw 3D, de John Luessenhop : Verna Carson
- 2014 : Sacrament : Beulah Standifer
- 2014 : In a Madman's World : Mrs. Hill

### Télévision
- 1976 : Helter Skelter, téléfilm de Tom Gries : Linda Kasabian